# Ludovic Halévy
Ludovic Halévy, född 1 januari 1834 i Paris, död 7 maj 1908 i Paris, var en fransk librettist och dramatiker, son till Léon Halévy, halvbror till Lucien-Anatole Prévost-Paradol, brorson till Jacques Fromental Halévy samt far till Daniel Halévy.
Sina första skrifter utgav Halévy under pseudonymen Jules Servières, men från 1856 skrev han under eget namn. Samma år författade han jämte Adolphe Crémieux den musikaliska parodin Orfeus i underjorden och vann därmed ryktbarhet. År 1860 träffade han samman med Henri Meilhac och ett fruktbart samarbete började mellan dem bägge som varade i över 20 år. Deras gemensamma produktion omfattar operetter, farser och komedier, bland annat La belle Hélène (1864), Barbe bleue (1866), La grande-duchesse de Gérolstein (1867), och La Périchole (1868). Efter 1870 avtog smaken för parodier, särskilt sedan Jacques Offenbach inte längre bridrog med sin sprittande musik. De båda författarna övergick då till farser och komedier, i vilka de gisslade det samtida societetslivet. Det bästa av dessa stycken är Froufrou (1869). Meilhac och Halévy lyckades dock kanske bäst i sina lättare skisser ur Parislivet: Les sonettes, Le roi Candaule, Madame attend Monsieur, Toto chez Tata med flera. Båda hade sinne för humor och esprit. Halévy var dock en mer förfinad natur och lade stundom band på sin yngre medarbetares väl ostyriga fantasi. Dessa hans egenskaper framträder i Monsieur et Madame Cardinal (1873) och Les petites Cardinal (1880). Förutom en samling minnen från tysk-franska kriget, L'invasion (1872), skrev Halévy även romaner, bland annat L'abbé Constantin (1882). År 1884 invaldes Halévy i Franska akademien.